# Oba River
Oba River är ett vattendrag i Kanada.   Det ligger i provinsen Ontario, i den sydöstra delen av landet, 700 km nordväst om huvudstaden Ottawa. Oba River ligger vid sjön Kabinakagami Lake.
I omgivningarna runt Oba River växer i huvudsak blandskog. Trakten runt Oba River är nära nog obefolkad, med mindre än två invånare per kvadratkilometer.